# Rade Krunić
Rade Krunić (sinh ngày 7 tháng 10 năm 1993) là một cầu thủ bóng đá người Bosna và Hercegovina, chơi ở vị trí tiền vệ cho câu lạc bộ A.C. Milan và Đội tuyển bóng đá quốc gia Bosna và Hercegovina

## Câu lạc bộ
Kruníc trưởng thành từ lò đào tạo trẻ của câu lạc bộ Sutjeska Foča và được đôn lên đội 1 của đội này ở mùa giải 2011-2012. Sau đó chuyển sang đội Donji Srem.
Năm 2014, Kruníc được bán cho Hellas Verona (Italia) nhưng vẫn ở lại Donji Srem theo hình thức cho mượn.
Năm 2015, Kruníc có thời gian ngắn thi đấu cho Borac Čačak trước khi chuyển sang Empoli. Kruníc thi đấu 4 mùa giải cho Empoli rồi chuyển sang AC Milan vào tháng 07/2019.
Trận đấu đầu tiên của anh cho AC Milan là trận thua Fiorentina ngày 29/09/2019.

## Quốc tế
Krunić đang là thành viên của đội tuyển bóng đá quốc gia Bosnia Herzegovina. Anh cũng từng thi đấu cho đội U-21 của quốc gia này.

## Thống kê

### Câu lạc bộ
Tính đến ngày 23 tháng 5 năm 2021
| Câu lạc bộ          | Mùa giải            | Giải đấu            | Giải đấu | Giải đấu | Cúp quốc gia | Cúp quốc gia | Châu lục | Châu lục | Tổng cộng | Tổng cộng |
| Câu lạc bộ          | Mùa giải            | Hạng                | Trận     | Bàn      | Trận         | Bàn          | Trận     | Bàn      | Trận      | Bàn       |
| ------------------- | ------------------- | ------------------- | -------- | -------- | ------------ | ------------ | -------- | -------- | --------- | --------- |
| Sutjeska Foča       | 2011–12             | First League of RS  | 2        | 1        | –            | –            | –        | –        | 2         | 1         |
| Sutjeska Foča       | 2012–13             | First League of RS  | 13       | 2        | 3            | 0            | –        | –        | 16        | 2         |
| Sutjeska Foča       | Tổng cộng           | Tổng cộng           | 15       | 3        | 3            | 0            | –        | –        | 18        | 3         |
| Donji Srem          | 2012–13             | Serbian SuperLiga   | 13       | 2        | –            | –            | –        | –        | 13        | 2         |
| Donji Srem          | 2013–14             | Serbian SuperLiga   | 27       | 2        | 3            | 0            | –        | –        | 30        | 2         |
| Donji Srem (mượn)   | 2014–15             | Serbian SuperLiga   | 11       | 1        | 1            | 0            | –        | –        | 12        | 1         |
| Donji Srem (mượn)   | Tổng cộng           | Tổng cộng           | 51       | 5        | 4            | 0            | –        | –        | 55        | 5         |
| Borac Čačak         | 2014–15             | Serbian SuperLiga   | 13       | 2        | –            | –            | –        | –        | 13        | 2         |
| Empoli              | 2015–16             | Serie A             | 15       | 1        | 1            | 0            | –        | –        | 16        | 1         |
| Empoli              | 2016–17             | Serie A             | 32       | 2        | 1            | 0            | –        | –        | 33        | 2         |
| Empoli              | 2017–18             | Serie B             | 36       | 5        | 0            | 0            | –        | –        | 36        | 5         |
| Empoli              | 2018–19             | Serie A             | 33       | 5        | 1            | 0            | –        | –        | 34        | 5         |
| Empoli              | Tổng cộng           | Tổng cộng           | 116      | 13       | 3            | 0            | –        | –        | 119       | 13        |
| Milan               | 2019–20             | Serie A             | 15       | 0        | 3            | 0            | –        | –        | 18        | 0         |
| Milan               | 2020–21             | Serie A             | 25       | 1        | 1            | 0            | 12       | 1        | 38        | 2         |
| Milan               | Tổng cộng           | Tổng cộng           | 40       | 1        | 4            | 0            | 12       | 1        | 56        | 2         |
| Tổng cộng sự nghiệp | Tổng cộng sự nghiệp | Tổng cộng sự nghiệp | 235      | 24       | 14           | 0            | 12       | 1        | 261       | 25        |

### Đội tuyển quốc gia
Tính đến ngày 26 tháng 3 năm 2023
| Đội tuyển quốc gia   | Năm       | Trận | Bàn |
| -------------------- | --------- | ---- | --- |
| Bosna và Hercegovina |           |      |     |
| 2016                 | 1         | 0    |     |
| 2017                 | 2         | 0    |     |
| 2018                 | 5         | 0    |     |
| 2019                 | 5         | 1    |     |
| 2020                 | 5         | 1    |     |
| 2021                 | 5         | 0    |     |
| 2022                 | 4         | 0    |     |
| 2023                 | 2         | 2    |     |
| Tổng cộng            | Tổng cộng | 29   | 4   |

### Bàn thắng quốc tế
Bàn thắng và kết quả của Bosna và Hercegovina được để trước.
| #  | Ngày                | Địa điểm                                                | Số trận | Đối thủ     | Bàn thắng | Kết quả | Giải đấu                 |
| -- | ------------------- | ------------------------------------------------------- | ------- | ----------- | --------- | ------- | ------------------------ |
| 1. | 23 tháng 3 năm 2019 | Grbavica, Sarajevo, Bosna và Hercegovina                | 9       | Armenia     | 1–0       | 2–1     | Vòng loại UEFA Euro 2020 |
| 2. | 8 tháng 10 năm 2020 | Grbavica, Sarajevo, Bosna và Hercegovina                | 14      | Bắc Ireland | 1–0       | 1–1     | Vòng loại UEFA Euro 2020 |
| 3  | 23 tháng 3 năm 2023 | Sân vận động Bilino Polje, Zenica, Bosna và Hercegovina | 28      | Iceland     | 1–0       | 3–0     | Vòng loại UEFA Euro 2024 |
| 4  | 23 tháng 3 năm 2023 | Sân vận động Bilino Polje, Zenica, Bosna và Hercegovina | 28      | Iceland     | 2–0       | 3–0     | Vòng loại UEFA Euro 2024 |